# Paz de Constanza

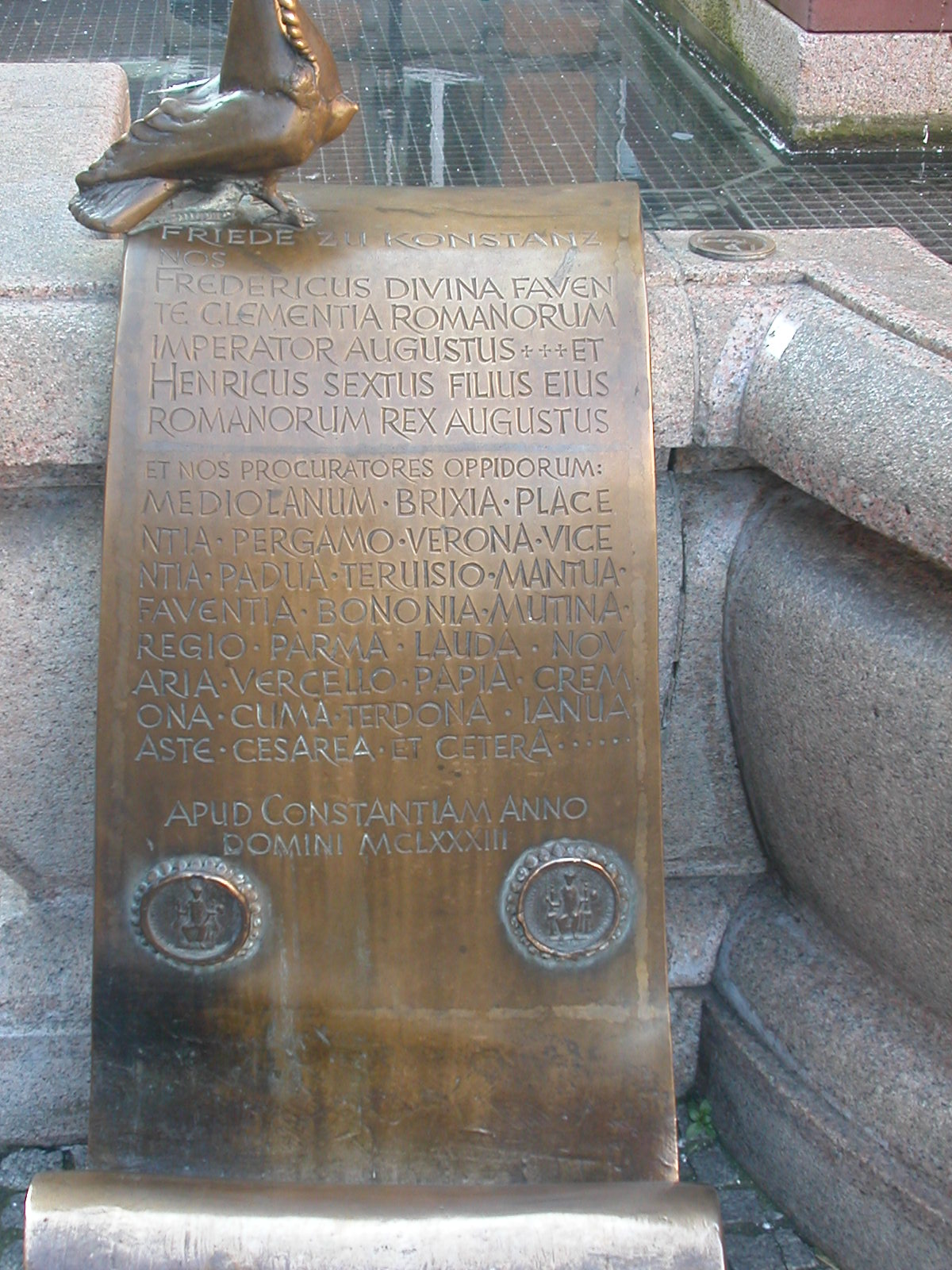
Monumento conmemorativo de la Paz de Constanza en la fuente Kaiserbrunnen de esa ciudad.

La Paz de Constanza fue el tratado firmado en la ciudad de Constanza entre el emperador Federico I Barbarroja y las ciudades de la Liga Lombarda en el año 1183.
En el marco de los intentos imperiales por obtener el control efectivo de Italia, la completa derrota de las tropas imperiales en la batalla de Legnano (1176) forzó a Federico a firmar la Paz de Venecia (1177), por la que reconocía a Alejandro III como papa legítimo y acordaba una tregua de seis años (1177-1183) con las ciudades italianas. La situación se resolvió al finalizar la tregua, cuando ambas partes firmaron la Paz de Constanza, definiendo las relaciones entre ellas.
El acuerdo reconocía al emperador la soberanía suprema y las regalías (derechos de peaje, tarifas, monedaje, impuestos punitivos colectivos y la investidura -elección y destitución- de los detentores de cargos públicos) cuando este se encontrara en Italia. Así, las ciudades italianas se reconocían formalmente vasallas del emperador.
Pero, al mismo tiempo, reconocía a las ciudades el derecho de construir murallas, de gobernarse a sí mismas (y su territorio circundante) eligiendo libremente a sus magistrados, de constituir una liga y de conservar las costumbres que tenían "desde los tiempos antiguos". Así pues, Barbarroja reconocía de hecho las libertades y privilegios de las comunas italianas.
Este amplio grado de tolerancia, al que el historiador Jacques Le Goff llama "güelfismo moderado", permitió crear en Italia una situación de equilibrio entre las pretensiones imperiales y el poder efectivo de las comunas urbanas, similar al equilibrio logrado entre el imperio y el papado a través del Concordato de Worms (1122) que resolvió la Querella de las Investiduras.